# Kappel Vindmøllepark
Kappel Vindmøllepark ved Ålehoved sydvest for Kappel på Vestlolland består af moderne vindmøller til el-produktion.
Kappel Vindmøllepark blev planlagt i 1980'erne og de første møller sat i drift i 1990 og blev i 2004 defineret som et testprojekt (Kappel Vindtestcenter) ejet af Dong Energy, men projektet blev opgivet i 2012 og genoptaget i 2017, hvor European Energy solgte vindmølleparken på 25 MW til den tyske kapitalfond Aquila Capital.